# Nisída Voúvalos
Nisída Voúvalos är en ö i Grekland.   Den ligger i regionen Epirus, i den centrala delen av landet, 270 km väster om huvudstaden Aten. Arean är 0,15 kvadratkilometer. Den sträcker sig 0,6 kilometer i nord-sydlig riktning, och 0,6 kilometer i öst-västlig riktning.